# 曹王敏賢
曹王敏賢博士，BBS（1944年10月30日—），曹宏威夫人。民建聯成員。第十屆、第十一屆、十二屆全國政協委員。曾任香港大學放射同位素研究所所長、輻射防護學會創會會長。1997年至1998年任臨時立法會議員。2004年獲頒授銅紫荊星章。